# Joue Brassens: Au bois de mon cœur
Joue Brassens: Au bois de mon cœur  ist ein Jazzalbum von Christian Escoudé. Die vom 3. bis 5. Juni 2010 im Studio La Fonderie/Sextan in Malakoff bei Paris entstandenen Aufnahmen erschienen 2011 auf Universal Music/EmArcy Records.

## Hintergrund
Der französische Gitarrist Christian Escoudé erforschte auf diesem Album die Musik des französischen Songwriters und Dichters Georges Brassens, eines beliebten Künstlers in seiner Heimat. Zu seinen Begleitmusikern gehörten Pierre Boussaguet, Anne Paceo, Fiona Monbet und Biréli Lagrène, letzterer als Gast in „Les passantes“.

## Titelliste
- Christian Escoudé: Joue Brassens - Au bois de mon cœur (Universal Music France – 276 550-0, EmArcy – 276 550-0, Universal Music Classics & Jazz France 276 550-0)[1]

1. 1		Au bois de mon cœur	4:00
2. Le Petit cheval	3:28
3. La   bon-demande en mariage	4:18
4. Cupidon s'en fout	3:18
5. Les passantes	5:37
6. Il n'y a pas d'amour heureux	3:01
7. Je me suis Fait tout petit	3:41
8. Dans l’eau de la claire fontaine	3:26
9. La princesse et Le croque-note	3:19
10. Le vieux Léon	3:14
11. Les amours d’antan	4:15
12. Les copains d’abord	3:46

Die Kompositionen stammen von Georges Brassens.

## Rezeption
Ken Dryden verlieh dem Album in Allmusic vier Sterne und meinte, die unkomplizierten und doch eleganten Melodien von Brassens würden eine hervorragende Ausgangsbasis für Improvisationen bieten.
Obwohl er bei den meisten Sessions E-Gitarre spielt, fange Escoudé in vielen Momenten die Essenz des Gypsy-Jazz ein, allerdings mit einer Instrumentierung, die von dem Format abweicht, das Django Reinhardt und Stéphane Grappelli in ihrem Quintette du Hot Club de France etabliert hätten. Mit der Vermarktung dieses lohnenswerten Albums auf einem Major-Label dürfte die großartige Musik von Georges Brassens möglicherweise eine größere Bekanntheit auch bei amerikanischen Jazzfans erlangen.